# Rozhlas a televízia Slovenska
A Rozhlas a televízia Slovenska (röv: RTVS) (magyarul: Szlovák Rádió és Televízió; röv: SzRT) szlovákiai közszolgálati elektronikus média. Országos, független, közszolgálati, információs, kulturális és oktatási intézmény, melynek feladata a közszolgálati rádió- és televízióműsorok gyártása és sugárzása. Jelenleg 3 tévécsatornát, 5 földfelszíni sugárzású, valamint 4 internetes-műholdas rádiócsatornát tart fenn.

## Története
Az RTVS 2011. január 1-jén jött létre a Szlovák Rádió (SR) és a Szlovák Televízió (STV) összevonásával. A 2012. március 1-jén végrehajtott arculatváltás eredményeként egységes arculata lett az állami televízió- és rádiócsatornáknak. 2024. július 1-jével az új médiatörvény megszűntette az RTVS-t, melynek a helyén létrehozták az új STVR-t. 

### Vezetők
- 2011. január 1. – 2011. február 16.: Miloslava Zemková (ideiglenesen)
- 2011. február 17. – 2012. június 26.: Miloslava Zemková[1][2]
- 2012. augusztus 1. – 2017. augusztus 2.: Václav Mika[3]
- 2017. augusztus 2. – 2022. augusztus 2.: Jaroslav Rezník
- 2022. augusztus 2. – 2024. július 1.: Ľuboš Machaj

## TV csatornák

### Jednotka(Egyes)
Az egyes csatorna programja univerzális, családközpontú. Egyaránt sugároz filmeket, szórakoztató műsorokat, híreket és sportközvetítéseket. Programjában megtalálhatóak Magyarországon is népszerű sorozatok, krimik.

### Dvojka(Kettes)
A kettes csatorna regionális műsorokat, rétegműsorokat és kisebbségi műsorokat sugároz. Nagyon sok dokumentumfilm és sportesemény megtalálható programjában. Hétköznaponként esti főműsoridőben 5-10 perces magyar nyelvű hírösszefoglalót is láthatnak nézői, de más magyar nyelvű műsorok is előfordulhatnak. A csatorna bizonyos magyarországi műholdas szolgáltatók (pl. UPC Direct) előfizetői számára is elérhető.

### Trojka(Hármas)
A Szlovák Televízió harmadik csatornája a 2008-as olimpiai játékok idején indult és 2011. június végén pénzhiány miatt szűnt meg. 2013-ban tervezték újraindítani. 2019. december 22-én 06:00-kor ismét elindult és archív műsorelemeket sugároz. A csatorna a 60 évesnél idősebb nézőknek szól elsősorban és archív tartalmakat tűz műsorra. Napi 24 órában van adás a csatornán, amelyben két 6 óras blokk van, ezek ismétlődnek. Mind földi, mind műholdas sugárzásban elérhető a Trojka.

### Šport(Sport)
A csatorna 2021 decemberében kezdte meg a műsorsugárzást.

## Rádió csatornák

### Rádio Slovensko(Szlovákia Rádió)
A csatorna napi 24 órás programjában főképpen popzene (jórészt a 80-as évektől napjainkig) és információs műsorok szerepelnek, valamint jellemzően az esti órákban és hétvégén tematikus magazinok is előfordulnak. Gyakorlatilag ötvözi a kereskedelmi és a közszolgálati profilú rádiók sajátosságait.

### Rádio Regina(Regina Rádió)
A Rádio Regina a Szlovák Rádió második, regionális adója. Három stúdióból sugározzák programját az ország három régiójában. Az adás a Kassai, Pozsonyi és Besztercebányai stúdiókból szól. Műsorszerkezete legfőképp az idős emberekhez igazodik, rengeteg népzenével (hasonlóan a magyar Dankó Rádióhoz)

### Rádio Devín(Dévény Rádió)
Ez a rádió művészeti-kulturális csatornája. Rengeteg, főleg komolyzenét sugároz.

### Rádio FM(FM Rádió)
A 24 órás csatorna a rádió negyedik adója, amely leginkább könnyűzenei programokat sugároz. Zenei programja azonban nem a kereskedelmi rádiókéhoz (azok zenei kínálata többé-kevésbé analóg az első számú csatorna, a Rádio Slovensko által sugárzottal), hanem más országok közszolgálati zenei adókéhoz hasonlít, mint például az angol BBC Radio 1, a magyar Petőfi Rádió, vagy az osztrák FM4.

### Rádio Patria - Pátria Rádió
A Pátria Rádió a szlovák rádió ötödik, nemzetiségi adója. Reggel hattól este hatig kizárólag magyar nyelvű műsorokat, illetve popslágereket sugároz. Más, egyéb nyelveken is készítenek műsorokat este héttől nyolcig, viszont ezeket a Radio Regina frekvenciáin sugározzák. A magyar adás befejeztével éjszaka valamelyik szlovák nyelvű  közszolgálati rádió műsora hallható.

### Rádio Slovakia International(Szlovákia Nemzetközi Rádió)
Az adó egy nemzetközi csatorna. Műsorait angol, francia, német, orosz, spanyol és szlovák nyelven sugározza. Csak műholdon és digitális földfelszíni televíziós platformon, illetve interneten keresztül érhető el

### Rádio Pyramída(Piramis Rádió)
A 24 órás csatorna csak digitális platformokon keresztül hallható. A rádió célközönsége a klasszikus zene kedvelői. A Rádio Klasikát a Rádio Pyramída cserélte ki.

### Rádio Litera(Litera Rádió)
Műsora szintén csak digitális platformokon keresztül fogható. Az intellektuális hallgatók számára sugározza műsorát.

### Rádio Junior(Junior Rádió)
A szintén csak digitális műholdas-internetes rádió a gyermekek szeretné a rádiókészülékek elé csábítani. Célközönsége az öt és tíz év közötti gyermekek.